# Cotoneaster pangiensis
Cotoneaster pangiensis es una especie de planta del género Cotoneaster, perteneciente a la familia Rosaceae.

## Taxonomía
Cotoneaster pangiensis fue descrita por Gerhard Klotz en 1970.

## Distribución
Se encuentra en el territorio del Himalaya occidental.